# Climacia basalis
Climacia basalis är en insektsart som beskrevs av Banks 1913. Climacia basalis ingår i släktet Climacia och familjen svampdjurssländor. Inga underarter finns listade i Catalogue of Life.